# 江田島市立江田島小学校
江田島市立江田島小学校（えたじましりつ えたじましょうがっこう）は、広島県江田島市の公立小学校。

## 概要

### 校区
広大であり、同町の80%と大柿町が区域。
江田島湾沿いに南北に細長く点在し、6つの行政区（中央4区、鷲部区、江南区）で構成される。2006年度と2007年度に町内の4つの小学校と統合し、4区（秋月区、津久茂区、宮ノ原区、小用区）が加わり、2012年度の飛渡瀬小学校との統合に伴い、飛渡瀬区を加え、現在は11の行政区で構成される。

### 課題
同校を中心に、校区内を江田島の主幹道である県道が南北に縦断し、各種車両の往来が多く、一部の歩道が狭いことから、登下校の際に課題が生じている。
また、スクールバスや路線バスを利用する児童は全校児童の70%超であり、安全なバス乗降への配慮が求められている。
バス路線やスクールバスを利用する児童は鷲部区と中央区以外である。

## 沿革
- 1880年 - 本浦学校が久保通りに新築移転する。
- 1882年 - 本浦学校 小用と宮ノ原と山田に分校設置する。
- 1883年 - 本浦学校が江田小学校に改名。

- 1968年 - 江田島、鷲部、江南三校統合により江田島小学校と改名
- 1969年 - 校歌披露式・入校式・校舎竣工式を挙行し、実質統合
- 1971年 - 体育館竣工式を挙行。学校保健優良学校県表彰。安芸郡社会科研究大会開催
- 1973年 - 創立百周年記念式典を挙行
- 1976年 - 交通安全優秀団体県表彰
- 1978年 - 交通安全研究指定校
- 1979年 - 国際医療団11カ国本校視察
- 1980年 - 県農林水産統計図表コンクール学校賞
- 1981年 - 優良学校交通安全自治会中国管区表彰。県農林水産統計図表コンクール学校賞
- 1985年 - 校舎並びに体育館大規模改修工事
- 1989年 - 体育館東側倉庫及び便所改修工事。県道徳教育研究指定校研究発表会
- 1995年 - 第26回安芸郡小学校算数教育研究大会
- 1999年 - 歯科保健優良校として35年表彰
- 2005年 - 江田島市立江田島小学校となる
- 2005年 - 江田島小学校教育研究会（特別活動）
- 2006年 - 秋月小学校を統合する
- 2007年 - 津久茂・宮ノ原・小用小学校を統合する。江田島小学校教育研究会（文部科学省指定）（特別活動）
- 2008年 - 江田島小学校教育研究会（算数科）
- 2009年 - 新校舎落成・移転
- 2010年 - 江田島小学校教育研究会（算数科）
- 2011年 - 江田島小学校教育研究会（算数科）
- 2012年 - 飛渡瀬小学校を統合する
- 2013年 - 江田島小学校教育研究会（算数科）
- 2015年 - 第50回広島県理科教育研究大会。新体育館落成
- 2016年 - 学力向上チャレンジ校事業 江田島中学校区研究会
- 2016年 -体育館工事
- 2018年 - 「道徳教育改善・充実」総合対策事業（メニュー3）。江田島中学校区研究発表会
- 2019年 - 「道徳教育改善・充実」総合対策事業（メニュー2）。江田島中学校区研究発表会
- 2020年 - 学力フォローアップ事業指定（平成30年度～令和2年度）
- 2021年 - 「小学校低学年段階からの学ぶ喜びサポート校事業」指定校。「キャリア教育の充実を中核としたカリキュラム開発事業」指定校